# Faustino Malaguti
Pour les articles homonymes, voir Malaguti.
Faustino Malaguti, né à Pragatto, un hameau de Crespellano, près de Bologne, le 15 février 1802 et mort à Rennes le 25 avril 1878, est un chimiste français d'origine italienne (il se fit naturaliser le 5 octobre 1840). Il s'est occupé de chimie organique et, ayant étudié la décomposition des sels, a énoncé une théorie de l'affinité.

## Biographie

### Jeunesse et famille
Faustino Giovita Marziano Malaguti est né le 15 février 1802 à Pragatto di Crespellano, dans la région bolognaise, du pharmacien Giuseppe Valerio et d'Anna Medici. Il est le troisième, dans une fratrie de neuf garçons.

### Études de pharmacien
Le pharmacien s'installe avec sa famille à Bologne où son fils étudie d'abord avec les pères Barnabites, puis s'inscrit à l'Université de Bologne, où il se consacre à l'étude de la pharmacologie. Il obtient à seulement 16 ans le diplôme du libre exercice de la profession de pharmacien, ce qui lui donne le droit d'assister son père dans sa pharmacie.
Dans l'intervalle, il est engagé comme assistant pharmacien à la clinique médicale dirigée par Giacomo Tommasini, l'un des premiers à promouvoir la diffusion du vaccin pour lutter contre la variole. Par la suite, le gouvernement pontifical le nomme délégué à la santé aux douanes pour la visite et l'inspection des médicaments.

### Révolte et exil vers Paris
Pendant ce temps, les doctrines carbonari et les doctrines mazziniennes se répandent et s'affirment. Il partage ces idéaux et dans la nuit du 4 au 5 février 1831 est l'un des protagonistes de l'insurrection de Bologne dirigée par Ciro Menotti. Celle-ci contraint le représentant du pape Grégoire XVI à déposer ses pouvoirs. Il est alors remplacé par un gouvernement provisoire dans lequel il assume le rôle de secrétaire du ministre de la police. L'intervention des troupes autrichiennes étouffe la révolte. Le 26 mars 1831, les émeutiers signent leur reddition à Ancône.
Pour échapper à la capture, il s'embarque avec d'autres révolutionnaires sur un brick dont le capitaine trahit et remet les fugitifs aux autrichiens. Il est retenu prisonnier pendant quelques mois à Venise puis déporté à Marseille. Il réussit à s'échapper de prison et à rejoindre Paris.

### Chimiste
En 1833, il devient assistant du chimiste Théophile-Jules Pelouze dans le laboratoire du chimiste Joseph Louis Gay-Lussac à l'École polytechnique.
En 1834, il devient chimiste à la Manufacture de Sèvres et y étudie le kaolin avec le minéralogiste Alexandre Brongniart.

### Vie de famille
Il épouse le 5 janvier 1838 Françoise Léonardine Megissier, apparentée à Antonio Zanolini, l'un de ses compagnons italiens exilés. Ils auront trois enfants, dont Charles Joachim Edgar Malaguti (1851-1914), Colonel au 147e régiment d'infanterie, basé à Sedan en 1914.

### Carrière universitaire
Il obtient une chaire de chimie à la faculté des sciences de Rennes créée le 10 novembre 1840 et y fonde l'enseignement de la chimie agricole.
Ainsi en 1844 il collabore, avec le géologue rennais Joseph Marie Élisabeth Durocher, à une longue série de recherches sur la répartition de l'argent dans les substances naturelles.
Il est appelé en 1851 en tant qu'expert toxicologue lors de l'instruction de l'affaire puis du procès de la tueuse en série Hélène Jégado.
Malaguti devient doyen du 6 juin 1855 au 22 janvier 1866. À la rentrée des Facultés de Rennes, il prononce le 21 novembre 1861 l' Éloge du professeur Durocher, en mémoire de son collègue Durocher, décédé le 3 décembre 1860.
Bien qu'en 1834 le gouvernement papal l'ait inscrit sur la "Liste des rebelles qui ne sont pas autorisés à retourner dans les États pontificaux", le gouvernement italien lui demande à plusieurs reprises de rentrer en Italie et d'y occuper un poste d'enseignant, mais Malaguti ne veut pas quitter Rennes, sa deuxième patrie.
Malaguti devient recteur de l'académie de Rennes du 23 janvier 1866 au 17 septembre 1873.
Á la fin août 1866, il entretient une correspondance avec Jean-Henri Fabre chimiste et enseignant à Avignon pour le début d'une collaboration qu'il va poursuivre jusqu'en 1878, dans la rédaction d'ouvrages scolaires concernant la chimie.

### Mort
Souffrant d'une malformation cardiaque il meurt à Rennes le 25 avril 1878. Il repose dans le cimetière du Nord à Rennes.

## Travaux

### Travaux liés à la porcelaine
Pendant les sept ans passés à la manufacture de Sèvres, Malaguti ne publie que deux ouvrages liés à la porcelaine :
Un ouvrage sur la couleur rose, un colorant rose (qui devient rouge après cuisson) fabriqué en Angleterre selon une formule secrète. Malaguti l'a analysée et reproduite dans un mélange d'acide stannique, d'argile et de chromate de potassium.
Un ouvrage en collaboration avec Brongniart, sur les kaolins ou argiles pour porcelaine (1839-1841). Brongniart et Malaguti cherchent en particulier à standardiser la composition de la porcelaine dure afin de concurrencer la porcelaine de Saxe découverte dès 1709 par le chimiste saxon Johann Friedrich Böttger à Meissen (Saxe).
Brongniart l'autorise pendant cette période à effectuer d'autres travaux de recherche, non liés à la porcelaine. Il étudie les substitutions en chimie organique, sujet de sa thèse qu'il présente pour le doctorat en science obtenu à la Sorbonne en 1839.

### Expert toxicologue au procès d'Hélène Jégado
En août 1851 il effectue dans son cabinet de chimie,, avec son collègue Sarzeau les analyses toxicologiques sur les organes de trois des dernières victimes d'Hélène Jégado, recherchant en particulier la présence d'arsenic (mort-aux-rats) au moyen du test de Marsh.
Celle-ci est condamnée à la peine capitale le 14 décembre 1851 puis guillotinée le 26 février 1852 place du Champ-de-Mars à Rennes. Il participe avec ses collègues légistes à l'autopsie de la dépouille et l'analyse des organes de la défunte, cherchant en particulier dans son cerveau, sans la trouver, la  « bosse du crime », en tant que preuve de ses nombreux assassinats.

### Chimie organique
Il contribue par des recherches expérimentales aux progrès de la chimie organique. Il prépare de nombreux esters et amides d'acides carboxyliques et mis au point un procédé de synthèse pour passer d'un acide à son homologue supérieur au moyen de nitriles ; ses travaux sur les dérivés du chlore ont été utilisés par les chimistes Jean-Baptiste Dumas et Auguste Laurent pour confirmer leur théorie de substitution.
Il est également actif dans d'autres branches de la chimie : il fait des études d'anticipation sur les réactions photochimiques et sur l'équilibre mobile des systèmes hétérogènes. Il traite également du problème de l'affinité chimique.

### Chimie inorganique
Dans le domaine de la chimie inorganique, il effectue, parmi les premiers, des travaux de recherche sur le tungstène, dont il mesure la masse atomique et trouve une valeur (185 u) très proche de celle acceptée aujourd'hui (183,84 u).
Il croit avoir identifié un nouveau chlorure, qui se révèle cependant être un oxychlorure. Il expose une méthode de préparation du peroxyde d'uranium. Il décrit une variété de sesquioxyde de fer magnétique (oxyde de Malaguti obtenu à partir de lépidocrocite).
La description de certains sels obtenus en traitant les chromates de certains métaux divalents avec de l'ammoniac est particulièrement intéressante : il note qu'il ne s'agit pas de sels doubles, mais de « produits complexes », contenant 4 ou 6 molécules d'ammoniac par atome métallique (action de l'ammoniac liquide sur plusieurs chromates du groupe magnésien).

### Chimie minéralogique
Dans le domaine de la chimie minéralogique inorganique, il fait une série de recherches entre 1846 et 1859 avec son collègue le géologue Durocher. Les deux, probablement le premier, étudient le mécanisme de la décoloration de la laumontite (une zéolithe), constatant qu'en se décolorant, elle perd de l'eau et peut la récupérer et retrouver sa transparence.
Dans d'autres recherches, il traite de l'extraction de l'argent des minéraux; il découvre, pour la première fois, que l'eau de mer contient de l'argent, ainsi que du cuivre et du plomb, et que l'argent est également présent dans les organismes vivants, les animaux et les plantes.
Toujours avec Durocher, il mène des recherches sur la température du sol par rapport à celle de l'air et sur les propriétés thermiques des différents sols, en corrélation avec leur fertilité. De ses observations, il est amené à étudier la fertilité de certains sols aux alentours de Rennes et les propriétés fertilisantes du guano de Patagonie.
Une série de travaux intéressants concerne la composition minérale des plantes, liée à leur position taxinomique et à la nature du sol dans lequel elles ont été cultivées.

### Chimie physique
Un domaine dans lequel il laisse une forte empreinte est celui de la chimie physique. Ses recherches sur l'affinité et l'équilibre chimiques sont importantes,.
Il étudie l'interaction d'une paire de sels solubles et celle d'un sel soluble et insoluble; ses conclusions sont intéressantes, même si elles ont été dépassées, en partie, par la théorie de la dissociation électrolytique développée par le chimiste suédois Svante August Arrhenius, publiée en 1887. Dans les phénomènes de double échange, Il accorde plus d'importance à l'affinité qu'à la solubilité relative et conclut que, selon une loi naturelle « lorsque deux systèmes moléculaires agissent l'un sur l'autre, leurs éléments tendent toujours à constituer de nouveaux systèmes avec un équilibre plus stable ». De plus, il met l'accent sur l'intervention d'actions égales et opposées exercées par les produits finaux.
Ce concept est quantifié dans la loi d'action de masse, exposée en 1867 par les chimistes norvégiens Cato Guldberg et Peter Waage, qui citent « les belles expériences » de Malaguti en 1853 et l'ont félicité pour son travail. On peut dire que Malaguti a contribué à développer la théorie de l’équilibre chimique.
D'autres recherches en physico-chimie concernent la photochimie, dont il est parmi les premiers, à étudier quantitativement l'effet retardateur exercé par certains liquides incolores sur l'action de la lumière à l'égard de réactions chimiques, comme la décomposition du chlorure d'argent. Il réalise ce travail alors qu'il est chimiste attaché à la Manufacture royale de Porcelaine de Sèvres.
Il effectue de nombreuses autres recherches, qui peuvent être considérées comme mineures ; entre autres, l'ozokérite (1836), le rubis artificiel (1837), l'action de l'acétate de cuivre sur le sucre d'amidon (1842), la résistance des ciments à l'eau de mer (1854).

## Publications
Il publie et participe à la rédaction de 66 ouvrages dans le domaine de la chimie, à tel point qu'on l'appelle le prince des chimistes italiens.

### Ouvrages spécialisés
- Brongniart Alexandre (dir.), Mémoire (premier et second) sur les kaolins ou argiles à porcelaine, Pihan Delaforest, 1839-1841, 300 p., deux ouvrages reliés en un seul volume (présentation en ligne, lire en ligne)

### Cours d'université
- Analyse du cours de chimie agricole professé en 1853 par M. F. Malaguti à la Faculté des sciences de Rennes (rédigée sur les notes de M. A. Marteville), Rennes, imprimerie de A. Marteville et Lefas, 1853 (BNF 30864546)
- Chimie appliquée à l'agriculture, précis des leçons professées depuis 1852 jusqu'à 1862 sur différents sujets d'agriculture par F. Malaguti (3 tomes), Paris, Dezobry, Tandou et Cie, 1862 (OCLC 25610621, BNF 30864547)
- Cours de chimie agricole professée par M. F. Malaguti à la Faculté des sciences de Rennes, Rennes, Oberthur, 1857-1865 (BNF 30864553, lire en ligne)

### Manuels d'enseignement primaire et secondaire
- Petit cours de chimie agricole : à l'usage des écoles primaires, Paris, C. Delagrave, 1883 (BNF 30864565, lire en ligne)
- Leçons élémentaires de chimie (4 tomes), Paris, Dezobry, 1863 (BNF 30864559, lire en ligne)
- Cours complet d'enseignement secondaire rédigé en collaboration avec Jean-Henri Fabre :

1. Notions préliminaires de chimie, rédigées conformément aux programmes officiels de 1866 : première année, Paris, Delagrave et Cie, 1866 (BNF 37259438, lire en ligne)
2. Notions de chimie rédigées conformément aux programmes officiels de 1866 : 2e et 3e année, les sels et les métaux, Paris, C. Delagrave, 1876, 3e éd. (1re éd. 1869) (BNF 42573316, lire en ligne)
3. Chimie organique, rédigée conformément aux programmes officiels de 1866 : troisième année, Paris, C. Delagrave, 1878, 4e éd. (BNF 30864552, lire en ligne)

### Discours
- Éloge du professeur Durocher : Académie de Rennes : rentrée des facultés (Séance solennelle du 21 nov. 1861), Rennes, impr. de Oberthur, 1861 (BNF 36499169, lire en ligne)

## Distinctions
- Officier de la Légion d'honneur, le 12 juin 1860 ;
- Le gouvernement italien lui décerne en 1866 le titre de Commandeur de l'Ordre des Saints-Maurice-et-Lazare[7] ;
- Commandeur de la Légion d'honneur, le 14 octobre 1873[23].

## Hommages

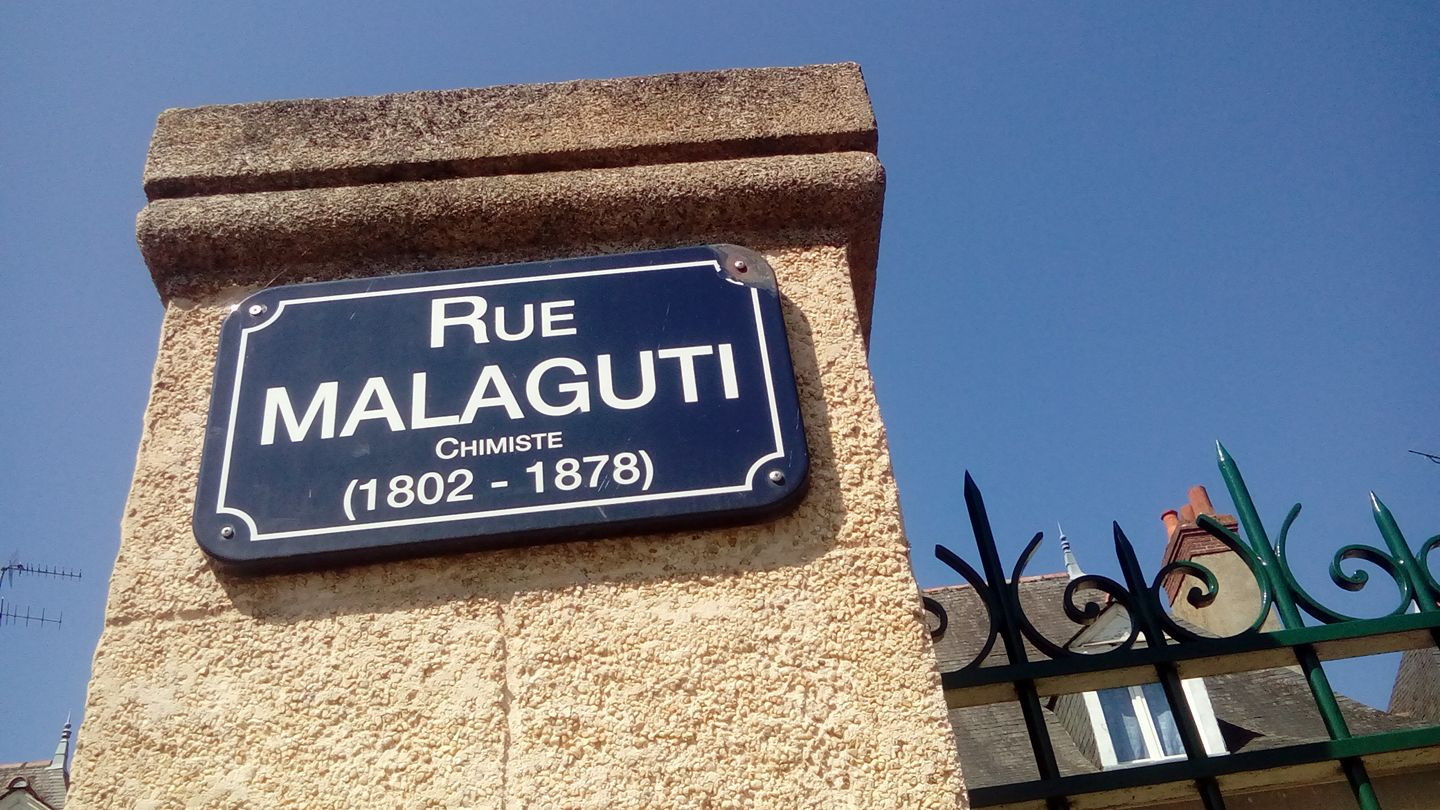
Rue Malaguti à Rennes

### Rennes
- Une rue de Rennes, dans le quartier de Cleunay-Arsenal-Redon, porte son nom[24] ;
- Une résidence universitaire à Rennes, dans le quartier de Beaulieu, porte son nom[24] .

### Bologne
- Une rue de Bologne porte son nom, la Via Faustino Malaguti ;
- Bologne se souvient de lui avec un buste sculpté par Salvino Salvini (it), dans la salle du Panthéon du cimetière de la Chartreuse et un autre buste dans le Celio (Piazza VIII Agosto)[7].

### Crespellano
- Une rue de Crespellano porte son nom, la Via Faustino Malaguti ;
- Une école secondaire à Crespellano porte son nom[25].

### Pragatto
- À Pragatto, le Comité des honneurs de 1904 a apposé une plaque, gravée par le sculpteur Tullo Golfarelli, sur la façade de sa maison natale[5].